# Jan Axel Blomberg
Jan Axel Blomberg, noto anche con lo pseudonimo di Hellhammer (Trysil, 2 agosto 1969), è un batterista norvegese.

## Biografia
Da bambino, i suoi interessi principali erano il calcio, il wrestling e la batteria. Egli iniziò a suonare da autodidatta, ascoltando i dischi dei suoi gruppi preferiti, tra cui Iron Maiden, Slayer e Venom.
La sua famiglia, vedendo il suo grande interesse per la musica, lo incoraggiò e lo supportò sempre, soprattutto la nonna, la quale gli comprò una batteria nuova. Blomberg trovò lavoro come infermiere in un manicomio e, nel frattempo, iniziò la sua attività musicale suonando in vari gruppi minori. Uno di questi erano i "Tritotus", in cui suonava anche il chitarrista Carl August Tidemann, in seguito negli Arcturus e nei Winds.
Era il 1988, Jan lesse su un giornale che una band chiamata Mayhem cercava un nuovo batterista, in seguito all'uscita di Manheim. Jan si recò ad Oslo e diede loro un suo demo. Il giorno dopo, fu reclutato dalla band di Euronymous, abbandonando la sua professione di infermiere e si diede il soprannome di Hellhammer, ispirandosi al primo nome dei Celtic Frost. Le prime canzoni che registrò con il gruppo furono Carnage e Freezing Moon nel 1989 mentre il primo lavoro pubblicato con lui fu Live in Leipzig nel 1993. Dopo lo scioglimento della band seguito all'omicidio di Euronymous, riforma il gruppo insieme al bassista Necrobutcher e al cantante Attila Csihar e così pubblica l'album De Mysteriis Dom Sathanas (1994).
Altre band con cui si è esibito sono gli Arcturus, che fondò con Steinar Sverd Johnsen nel 1987, inizialmente con il nome "Mortem". Jan è un musicista molto richiesto nel metal estremo ed altri gruppi con lui alla batteria sono i The Kovenant, Ulver, Age of Silence, Troll e tanti altri. Egli suonò anche dal vivo con gli Antestor, gruppo black metal di matrice cristiana, l'esatto opposto dei Mayhem.
Nel 2005 e 2006 si è esibito in alcune sessioni con i Dimmu Borgir per la ripubblicazione dell'album Stormblåst ed è stato anche intervistato per il doppio DVD Metal: A Headbanger's Journey insieme agli altri componenti dei Mayhem.
Nel 2007, sempre nei Dimmu Borgir, ha suonato per l'album In Sorte Diaboli.

## Lo stile
Blomberg è molto noto in ambito metal per la sua velocità esecutiva e per la sua rilevante tecnica strumentale.
Come di consuetudine nel black metal, fa largo uso del blast beat, caratterizzandosi inoltre per la notevole precisione e l'uso di tempi dispari ed altri elementi tipici della musica jazz, come si può facilmente evincere dai soventi accenti eseguiti su ride e charleston.
Oltre all'heavy metal, Jan è un cultore di musica Synth rock e Symphonic metal e ammira molto Depeche Mode, Duran Duran e Rhapsody of Fire. È inoltre un appassionato di jazz.

## Dichiarazioni
Negli anni passati ha subito molte critiche legate ai suoi atteggiamenti razzisti e a sue dichiarazioni come la seguente:

## Band
- Age of Silence

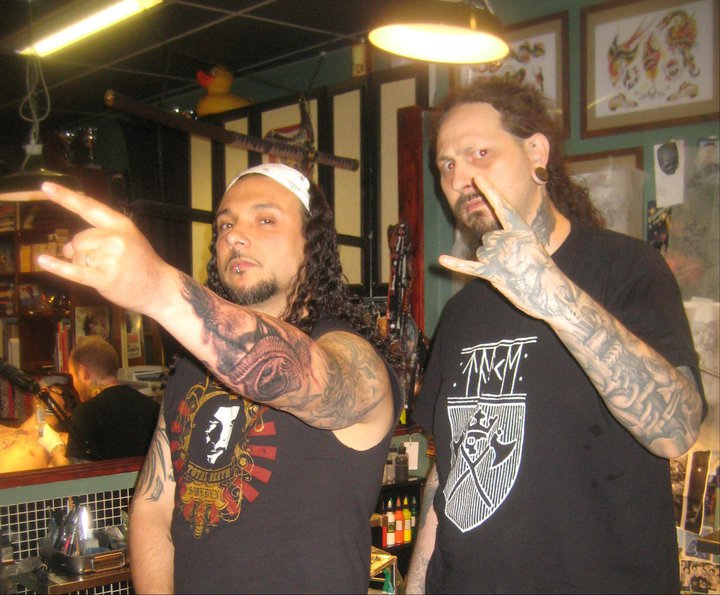
Jan Axel Blomberg (a sinistra) con un fan nel 2016.

- Antestor (sessioni per Det Tapte Liv e The Forsaken)
- Arcturus
- Carnivora
- Covenant (Nexus Polaris)
- Dimmu Borgir (Stormblåst MMV e In Sorte Diaboli)
- Emperor (sessioni live nel 1992)
- Immortal (sessioni live in "Battles in the North Tour" e per il video Grim And Frostbitten Kingdoms)
- Fleurety (ospite per la canzone Exterminators)
- The Kovenant
- Jørn Lande (sessioni per Worldchanger)
- Mayhem
- Mezzerschmitt
- Shining
- Thorns (sessioni per Thorns Vs. Emperor, Thorns)
- Troll
- Vidsyn (sessioni per On Frostbitten Path Beneath)
- Ulver (ospite per la traccia Synen)
- Winds
- Gorgoroth

## Equipaggiamento
- Piatti
  - Paiste[1]
- Pedali
  - Axis Percussion[1]
- Batteria
  - Sonor[1]
- Pelli
  - Remo[1]
- Hardware
  - Pearl[1]